# SmallGEO

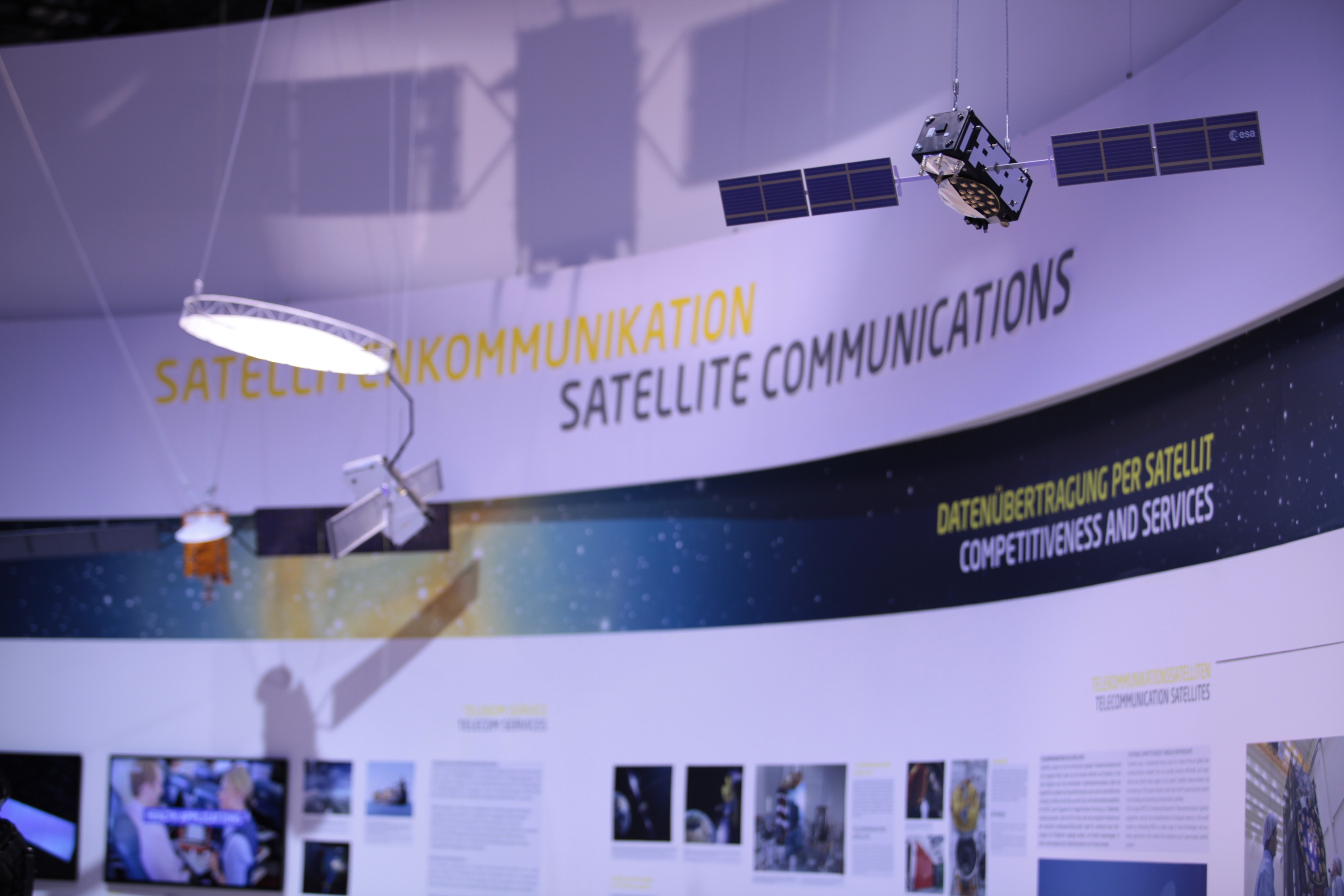
Modell eines SmallGEO-Satelliten

SmallGEO (kurz für Small Geostationary Satellite, auch LUXOR-Bus genannt) ist die Bezeichnung eines Satellitenbusses, der für geostationäre Satelliten verwendet wird. Er wurde von OHB entwickelt, wird für Kommunikationssatelliten verwendet und größtenteils in Deutschland gebaut. Die Anschubfinanzierung und Entwicklung erfolgte im Rahmen des ARTES-Programms der ESA für Entwicklung von Produkten und Diensten für die Satellitenkommunikation.

## Technische Daten
Der  2,3 m × 1,9 m × 2,5 m große und bis zu 3,2 Tonnen schwere Satellit ist für Nutzlasten mit einer Leistung von bis zu 3,5 kW und 400 kg Gewicht ausgelegt. Die Energieversorgung wird über 2 jeweils 9 m lange Solararrays sichergestellt. Die Navigation im Orbit erfolgt mit Hilfe eines herkömmlichen chemischen Antriebs oder eines optionalen Ionenantriebs. Die geplante Lebensdauer liegt bei 15 Jahren.

## Liste der Satelliten
Stand der Listen: 21. Juli 2023

### Gestartete Satelliten
| Bezeichnung    | Besteller                  | Bestelljahr | Startdatum (UTC)         | Trägerrakete         | Startmasse | NSSDC ID  | Anmerkungen |
| -------------- | -------------------------- | ----------- | ------------------------ | -------------------- | ---------- | --------- | ----------- |
| Hispasat 36W-1 | Hispasat                   | 2008        | 28. Januar 2017, 01:03   | Sojus-ST-B/Fregat-MT | 3221 kg    | 2017-006A |             |
| EDRS-C/Hylas-3 | ESA, Avanti Communications | 2013        | 6. August 2019, 19:30    | Ariane 5 ECA+        | 3186 kg    | 2019-049A |             |
| MTG-I 1        | ESA, EUMETSAT              | 2010        | 13. Dezember 2022, 20:30 | Ariane 5 ECA+        | 3760 kg    | 2022-170A |             |
| Heinrich Hertz | DLR                        | 2017        | 5. Juli 2023, 22:00      | Ariane 5 ECA+        | 3450 kg    | 2023-093A |             |

### Bestellte Satelliten
| Bezeichnung           | Besteller     | Bestelljahr | Startdatum (UTC) | Anmerkungen             |
| --------------------- | ------------- | ----------- | ---------------- | ----------------------- |
| MTG-I 2               | ESA, EUMETSAT | 2010        | 2026 (geplant)   | Trägerrakete: Ariane 64 |
| MTG-I 3               | ESA, EUMETSAT | 2010        | 2032 (geplant)   |                         |
| MTG-I 4               | ESA, EUMETSAT | 2010        | 2036 (geplant)   |                         |
| MTG-S 1 (Sentinel 4A) | ESA, EUMETSAT | 2010        | 2025 (geplant)   | Trägerrakete: Ariane 64 |
| MTG-S 2 (Sentinel 4B) | ESA, EUMETSAT | 2010        | 2035 (geplant)   |                         |